# إفير سالاس
إفير سالاس (بالإسبانية: Ever Salas) هو لاعب كرة قدم كولومبي في مركز الدفاع، ولد في 2 يناير 1983 في بارانكيا في كولومبيا. لعب مع أتلتيكو جونيور.